# 詹姆士·庫克·布朗
詹姆士·库克·布朗（英語：James Cooke Brown，1921年7月21日—2000年2月13日）是一名社会学家和科幻小说家。 因创造人工语言Loglan（逻辑语前身）、设计桌游Careers而闻名。
他的小说《三驾马车事件》 (1970)描述了一个类似互联网的全球性自由知识基地。小说从世界正在毁灭的边缘起笔，之后却呈现了距现在约一百年左右繁荣富强的世界，内容全部基于现有世界的想法、运动和知识。在此书的元小说结构中，作者呼唤通过免费教育和人类智慧而非革命来改变社会。小说在绝版多年后，在2012年发布了电子版本（Kindle版）。有趣的是，《三驾马车事件》预言2070年以前，所有的书刊杂志都可以在被称为"阅读器"的可移动电子设备上阅读。  
布朗设计并建造了一种有三个平行船壳的帆船，称为三体船。他利用这艘船游历了世界很多地方。
在一次和他妻子共度的南美洲航游时，他被一家阿根廷医院收治，最终于2000年过世。